# الطيران في مصر القديمة
كان حلم الإنسان منذ أقدم العصور ان يطير في الفضاء مثل الطيور، وفي الاساطير القديمة الالهة فقط هي التي تطير وتحلق في الفضاء بين النجوم، وفي نصوص الاهرام التي تعود لاكثر من 4500 سنة مضت كان ملوك مصر في الحياة بعد الموت يطيرون مع الالهة الخالدة في رحلة ازلية عبر النجوم على متن قوارب سماوية وظهرت نقوش مصرية تصور شخوصا ادمية اضيفت إليها اجنحة من الريش لتطير مثل الطيور بل انهم اضافوا اجنحة من الريش إلى حيوانات معروفة كانوا يعدونها حيوانات مقدسة ليجعلونها قادرة على الطيران ولو على سبيل الخيال أو الاعتقاد في الأسطورة والعقيدة السائدة وقتها، ولكن لم يعثر ابدا على اية آلة طائرة أو طائرة حقيقية أو حتى نموذج لها حتى جاء كشف د خليل مسيحه للنموذج الفريد للطائرة المصرية القديمة.
وكانت حفائر عام 1898م في منطقة سقارة حول هرم زوسر قد اسفرت عن العثور على عدة نماذج خشبية صغيرة صنفت على انها نماذج للطيور وضمنها نموذج الطائرة وقد تم عرضها بالمتحف المصري بالقاهرة وسجلت بأرشيف المتحف على انها نموذج خشبي لطائر يقدر عمرها بحوالي 200 ق.م، وقد ظل المتحف المصري يعرض هذا النموذج في غرفة رقم 22 بالطابق الثاني ضمن مجموعات الطيور باعتباره نموذجا لطائر لمدة تربو على سبعين عاما حتى عثر عليه عام 1969 د خليل مسيحه وهو طبيب مصري دارس للاثار المصرية وقام بدراسات تحليلية مستفيضة مستعينا بخبرته في هوايه صناعه نماذج الطائرات واعلن في يناير من عام 1972 في مؤتمر صحفي عقد بالمتحف المصري عن هذا الكشف مؤكدا انه نموذج لطائرة شراعية قادرة على الطيران.

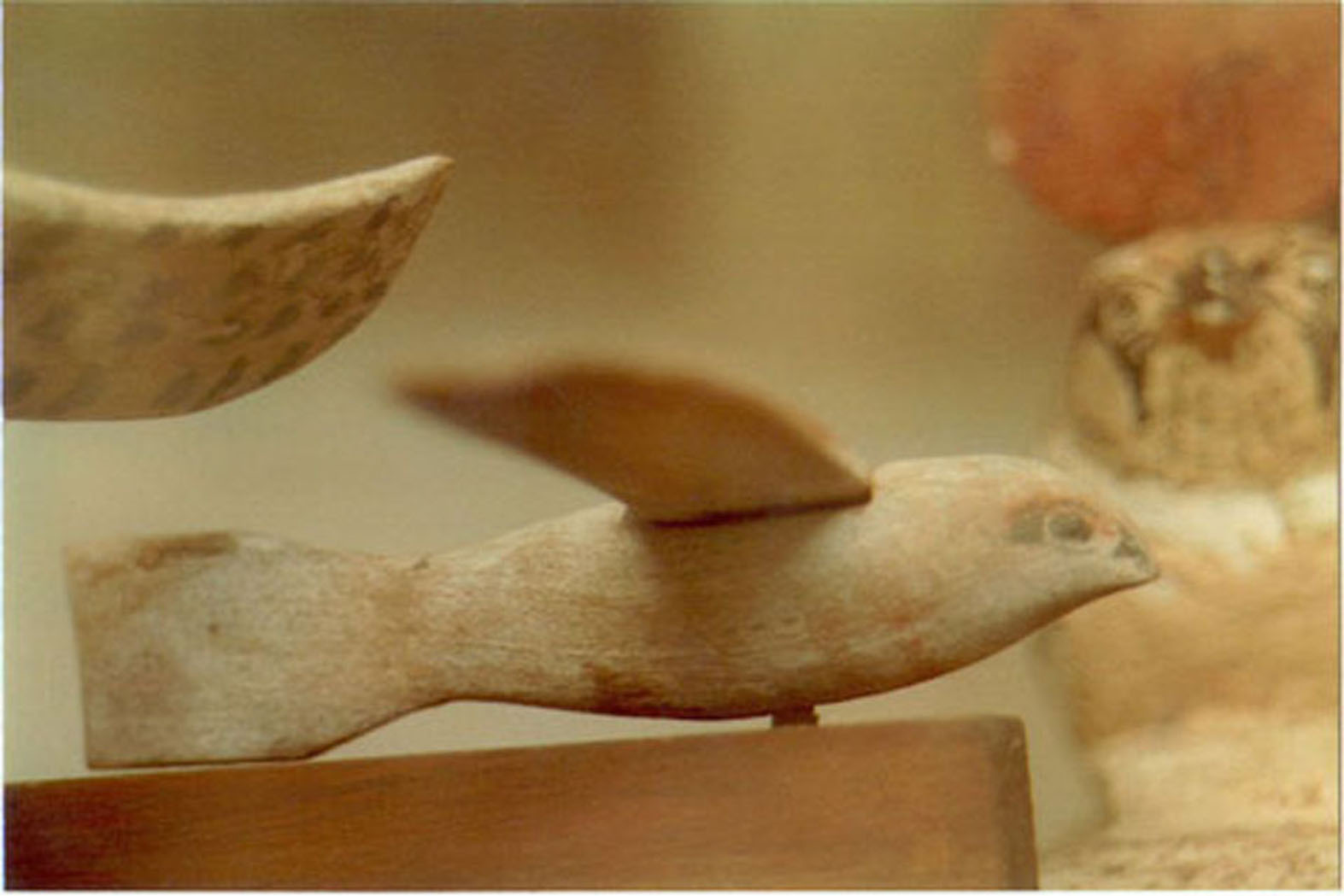
نموذج من سقارة

وقد بنى د خليل بحثه على ان هذا النوذج لطائرة على اسس علمية في مجال ديناميكا الطيران الشراعي، ونذكر منها شكل الجسم الانسيابي الذي يشبه جسم السمكة والذي يساعد على السباحة في الهواء بسهولة وشكل الاجنحة وزاوية ميلها، إذ انها تنحني لاسفل انحناءة خفيفة يطلق عليها الزاوية السالبة وهي نفس زاوية انحناء اجنحة أنواعا من الطائرات الحديثة مثل قاذفة القنابل الأمريكية بي-52 واواعا من الطائرات الروسية الصنع وكذلك الذيل الرأسي والذي لا يوجد مثيله في الطيور إذ ان كل الطيور ذيلها افقي، وبالفحص الدقيق للنموذج يتبين ان جزءا من الذيل الراسي به كسر لقطعة كانت مثبتة به يرجح المكتشف انها كانت للموازن افقي الذي يوجد مثيله في الطائرات الحديثة ولابد ان هذه القطعة قد فقدت نظرا لقدم النموذج الاثري الذي يقدر عمره بأكثر من 2000 سنة، وتجدر الإشارة إلى ان نموذج الطائرة هذا يخلو من الارجل التي لابد وان توجد في كل طائر والتي نجدها في كل نماذج الطيور المحفوظة بالمتحف المصري.

## الروح المجنحة
ظهرت في النقوش والتماثيل التي صنعها المصريون شكل الروح المسماة عندهم بالبا في صورة صقر أو طائر له رأس إنسان وتصوروا انها تمثل روح القلب وربما كانت بالاكثر تمثل قوة الطاقة الحيوية عند الإنسان وجزء الصقر فيها يمثل العلاقة بالاله حورس، وتعني كلمة البا القوة وبعد الموت يفترض ان تزور الروح جسم المتوفي ولهذا كان حرص القدماء على التحنيط لحفظ الجسم كما صنعوا تماثيل صغيرة تمثل البا باجنحتها منتشرة فوق صدر المومياء كما قاموا بعمل نقوش تصور الميت وذلك لكي تتعرف الروح أو البا على الجسم عندما تعود اليه.

## الارباب المجنحة في مصر القديمة
يزخر المتحف المصري بالقاهرة بالعديد من تماثيل وصور الطيور منذ عصور الدولة القديمة، وتعتبر المجنحات من أكثر العناصر شعبية عند قدماء المصريين إذ نجد جعارين مجنحة تعود للفترة اليونانية الرومانية وتمثال لاله مجنح مصنوع من البرونز هو نوفر توم ابن بتاح وسخمت ويظهر في صورة رجل ذو ستة اجنحة.
ونلاحظ في كل ما سبق ان كل اشكال تحليق الإنسان في الفضاء في مصر القديمة لم يكن منبعها الا الخيال والاساطير أو التقاليد المتوارثة عبر الاجيال مضافا إليها تصور الكهنة للحياة بعد الموت وما اضافوه من تعاويذ واوصاف إلى نصوص الاهرام ومتون التوابيت وكتاب الموتي في عصور متأخرة وهذا ما اعطى لكشف الطائرة الفرعونية اهمية خاصة إذ انها صنعت في الفترة المتاخرة من تاريخ مصر القديم والتي يطلق عليها عصر الاختراعات العلمية إذ واكبت هذه الفترة وما تلاها العديد من الابتمارات العلمية خاصة من علماء مدرسة الإسكندرية.

## تجربة عملية
وفي خطوة متقدمة لاثبات البحث بالتجربة العلمية والعملية قام د خليل مسيحه بصناعة نموذج طبق الاصل لكنه من خشب البلصا الخفيف الوزن والذي يستخدمه هواة صناعه نماذج الطائرات، وقام بتثبيت قطعة الموازن الافقي الناقصة ليقوم بتجربته واذ بنموذج الطائرة ينجح في الطيران لعدة امتار قليلة بعد دفعة بسيطة باليد، اما نظريات علم ديناميكا الطيران فهي تدلنا على انه إذا صنعت نموذجا لطائرة شراعية بنسب صالحة للطيران فانها تطير بكفاءة أكبر ولمدة أطول إذا صنعت نموذجا أكبر مع الاحتفاظ بنفس النسب، أي ان طائرة حقيقية بنفس النسب ستكون قادرة على الطيران فعلا، وفي عام 1999 تمت تجربة عملية في ألمانيا حضرها كاتب المقال لاثبات هذه الفرضية، إذ تم صنع نموذج حجمه أكبر بستة اضعاف النوذج الاصلي ولكن بنفس النسب وتم تثبيت موتور ومروحة صغيرة في مقدمته، وقد نجح هذا النموذج في الطيران بشكل رائع وحلق في الفضاء لعشرات الدقائق وسط ذهول المشاهدين الذين استمعوا لشرح عن النموذج الفرعوني وكيف استطاع المصريون قبل 2000 عام من الاخوان رايت ان يبتكروا طائرة تطير.
ورغم هذه البراهين إلا أن هناك من يعارض هذا الكشف ويصر على انه طائر برغم عدم وجود طائر له ذيل راسي أو بدون ارجل تساعده على المشي والتمسك بالاغصان، ونظرة واحدة على المئات من نماذج الطيور المحفوظة بالمتحف المصري سوف تثبت الاختلاف التام بينها وبين نموذج الطائرة فضلا عن دقة قدماء المصريين في تسجيل حركة وشكل وأنواع الطيور التي تزخر بها النقوش والاثار المصرية مما يدل على ان القصد من النموذج ليس شكل طائر، وقال البعض انها سمكة مجنحه، ولكن الاسماك المجنحة لا تعيش في مصر فضلا عن شكلها الذي يختلف تمام الاختلاف عن السمكة خصوصا المقدمة، وليس من المرجح ان يكون النموذج أداه أو مؤشر لتحديد اتجاه الرياح إذ ان المطلوب في هذه الحالة هو ان يتحرك النموذج بحرية في الاتجاه الافقي ولوجب ان يكون حجم الذيل أكبر بكثير من الحالي الذي تتوافق نسبته للجسم مع نسبه الذيل الرأسي لطائرة شراعيه ولوجب الاستغناء عن الجناح الذي يشبه جناح الطائرة في زاوية ميله وقطاعه ونسبه مساحه الجناح للجسم ذوالذي لن يفيد كثيرا في الحركة الافقية كما أن النموذج لن يتحرك بسهوله لتحديد اتجاه هبوب الرياح الا إذا كان معلقا بطريقة حرة وهذا ليس هو واقع الحال إذ لا يظهر أي اثر واضح عليه ليبين كيف كان يتم تعليقه بطريقة حره فضلا عن ان الثقب في اسفله من المرجح انه مستحدثا وذلك لتثبيته على قاعدة لعرضه في المتحف ولا يسمح بالحركة الحرة للنموذج إذا تم تثبيته عليه كمحور كما أن الجزء الأسفل من الذيل الراسي به جزء مكسور يرجح د خليل انه كان لتثبيت الموازن الافقي وقد أعلن هذا ساعه اعلان الكشف في يناير عام 1972 في مؤتمر بالمتحف المصري كما نشره في مقالات عديدة (راجع رسوم توضيحية بقلم د خليل مؤرخة عام 1971، مجلة السياحة المصرية عام 1973 أيضا مقال بالإنجليزية نشرته لندن تايمز في 18 مايو  1972. 
وهناك من يقول بأن النموذج ليس الا لعبة أطفال، ولعل الكثير من الباحثين يؤيد هذا الراي إذ ان قدماء المصريين كانوا مولعين بعمل نماذج مصغرة تحاكي كل ما هو حقيقي في حياتهم فقد صنعوا نماذج لبيوت الفلاحين وقصور النبلاء ونماذج للقوارب وجنود الجيش ونماذج لحيوانات الطبيعة المصرية مثل التمساح وفرس النهر ونماذج للطيور وبعضها كانت مخصصة للعب الأطفال، ونحن في زماننا الحاضر نصنع لاطفالنا نماذج تحاكي الاشياء الحقيقية مثل نماذج الدبابة والطائرة والسفينة، فلماذا لا يكون النموذج الصغير لعبة صغيرة تحاكي نموذجا كبيرا لطائرة حقيقية لم تكشف عنها رمال مصر المليئة بالاسرار كل يوم.